# Tumulus Saint-Michel
A Tumulus Saint-Michel vagy Szent Mihály-halomsír elnevezésű kőkorszaki építmény a franciaországi Bretagne-ban, Carnac helység területén található. Az i. e. 5. évezred közepe táján, tehát mintegy 6500 évvel ezelőtt épült síremlék a nyugat-európai újkőkorszak és általában a megalitikus kultúrák egyik legjelentősebb emléke. Már 1889-ben állami védelem alá helyezték történelmi emlékként. A benne talált leletek a közeli Musée de Préhistoire-ban tekinthetők meg.

## Leírása
A kőből és földből emelt halomsír a dombos partvidék kiemelkedő pontjára épült, a part közeli vizekről és a carnaci kősoroktól is látható, mely utóbbiakkal valószínűleg építészeti, kultikus egységet képezett. Az építmény hossza 125, szélessége 60, magassága 10 méter. A tetején álló Szent Mihály-kápolna jelenlegi épülete 1926-ban épült. Évszázadokkal korábbi elődjét a tumulus 19. századi feltárása során elbontották. 
A környéken még négy hasonló, bár kisebb méretű halomsír található ebből a korból. Európában másutt ugyanakkor eddig csak a bulgáriai Várna környékén találtak hasonló tumulust az i. e. 5. évezredből. Az egyik érdekes lelet egy 30 cm átmérőjű, 5 cm mély, polírozott kerámia tál, amit minden bizonnyal tengeri sólepárláshoz használtak. Rekonstrukciója a carnaci múzeumban látható. A sólepárlás lehetett a helyi elit gazdagságának egyik fő forrása.  
A tumulusban egy magas társadalmi rangú személy sírja volt, amiben különlegesen finoman megmunkált kőből készült fejszéket és ékszereket helyeztek el sírmellékletként. A rendkívül finomra csiszolt kőbaltákat hegyes végükkel felfelé állítva helyezték el a sírban, csakúgy, mint a környéken a felszíni kősorokban álló menhireket. A sírban találtak 24 fibrolitból csiszolt kőpengét is. A nem faragható, csak csiszolható fibrolit-darabok valószínűleg spanyolországi lelőhelyről származnak. A sírmellékleteket az elhelyezés során gyakran rituálisan eltörték.

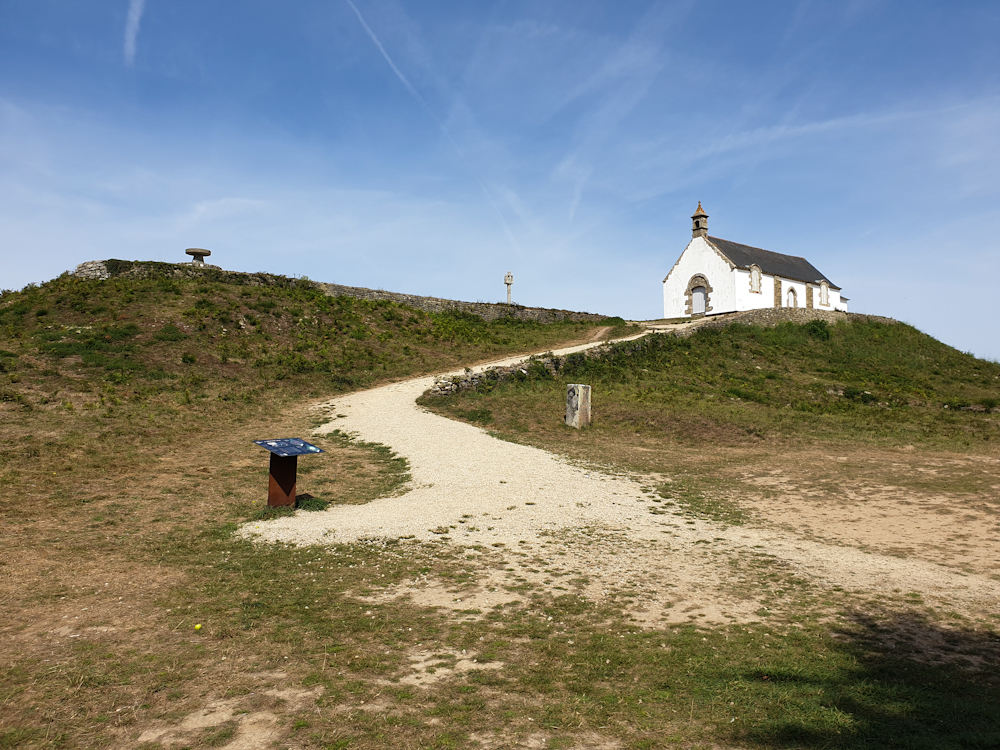
A Szent Mihály-halomsír
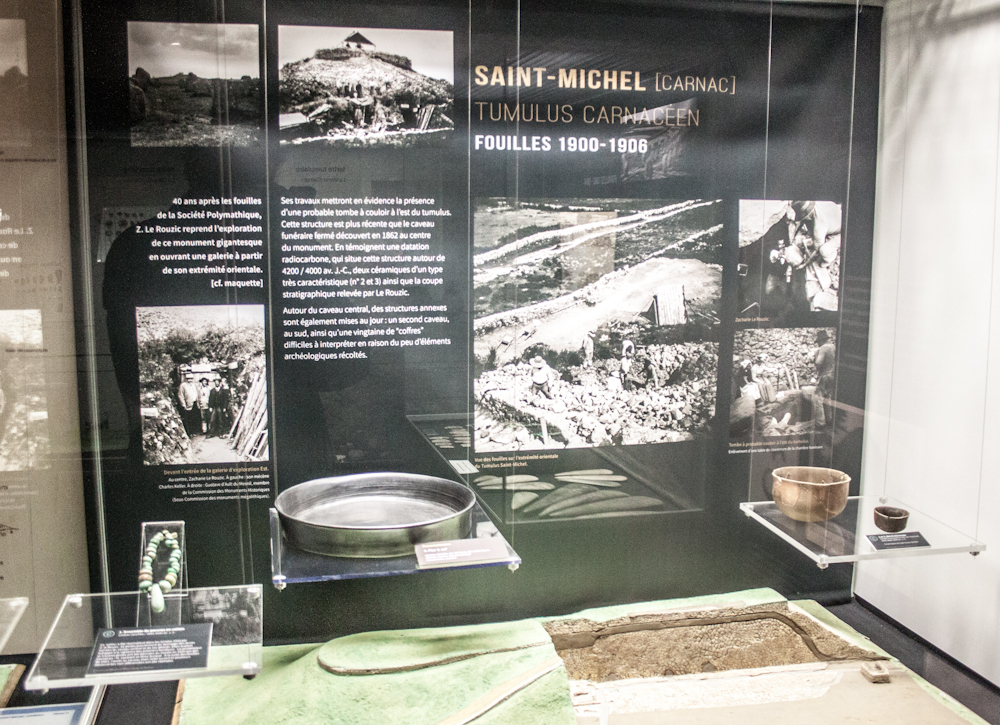
A halomsír egyik tárlója a carnaci múzeumban, benne a kerámia tál rekonstrukciója
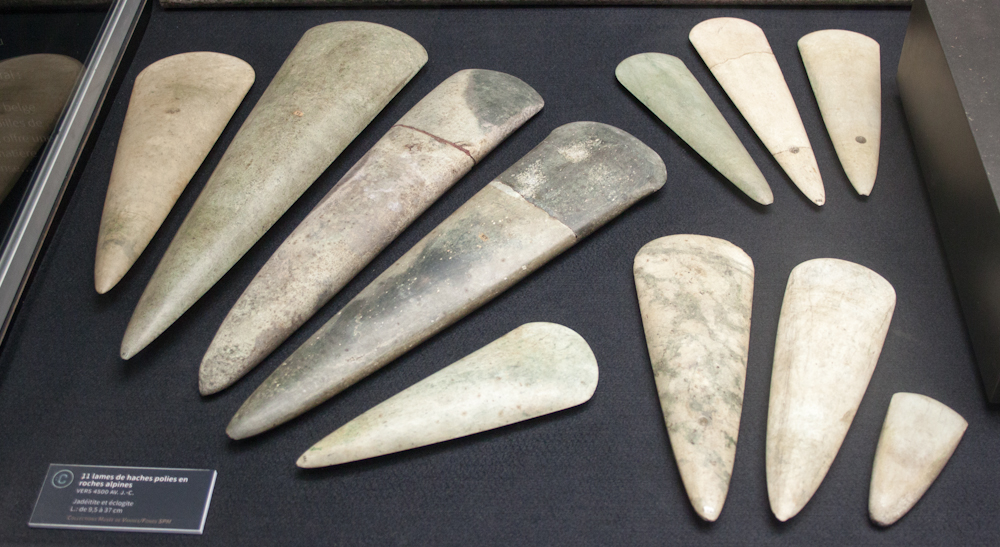
Az Alpokból származó kövekből csiszolt kőbalták (9,5–37 cm)
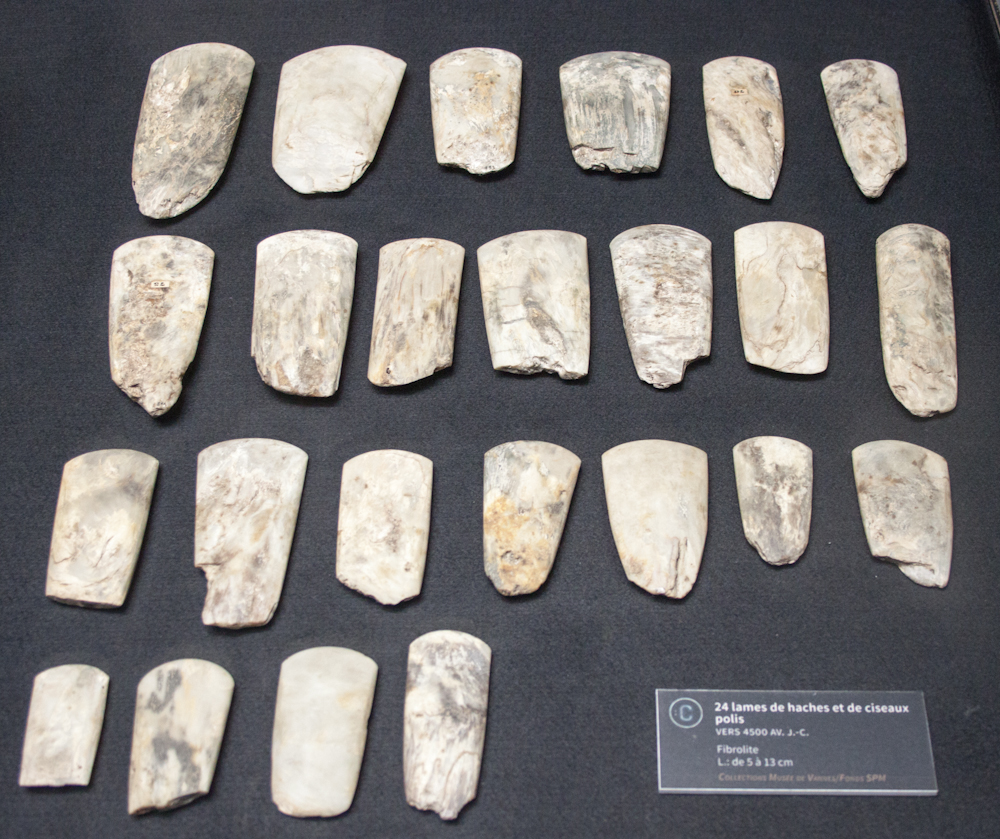
Fibrolit kőpengék

## Kutatásának története
Az halomsír kutatása már a 19. század derekán megkezdődött. 1862-ben René Galles vezetésével egy aknát mélyítettek a dombba, ahol egy sírboltban számos leletre bukkantak. 1900 és 1907 között Zacharie Le Rouzic vezetésével szisztematikusabb kutatásokra került sor. Számos vízszintes tárót nyitottak a domb oldalában, és ezek révén melléksírhelyekre, valamint egy folyosós dolmenre bukkantak a fő építmény keleti oldalán.

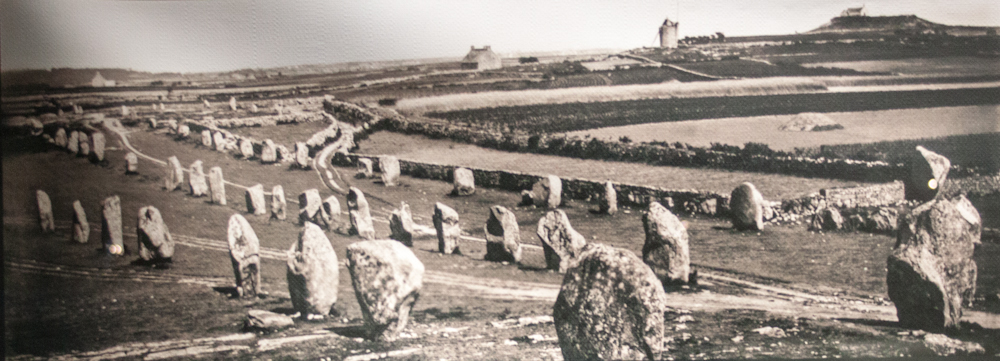
A karnaki kősorok, háttérben a Szent Mihály-halomsír
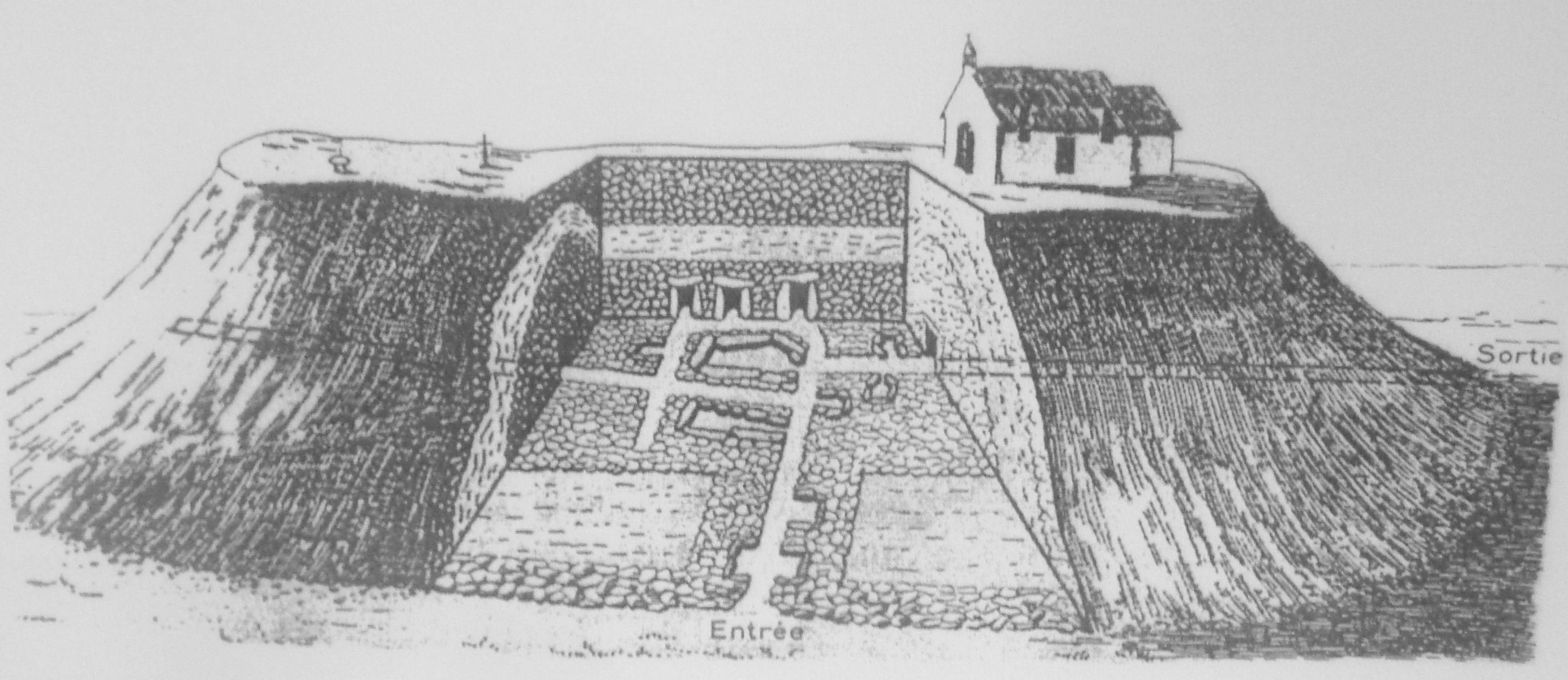
Szerkezeti vázlat, Zacharie Le Rouzic munkája
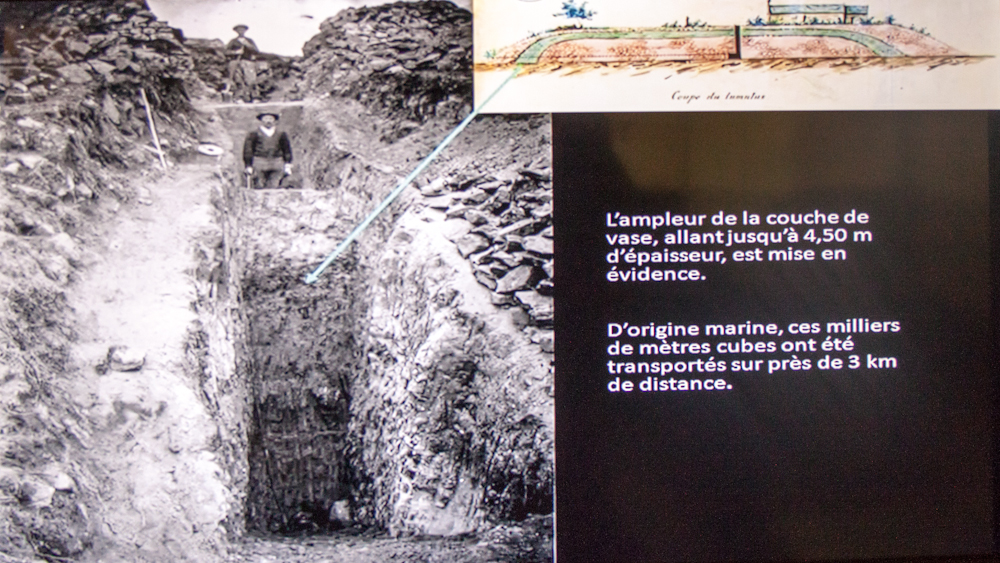
Feltáró munka, 1900-1906
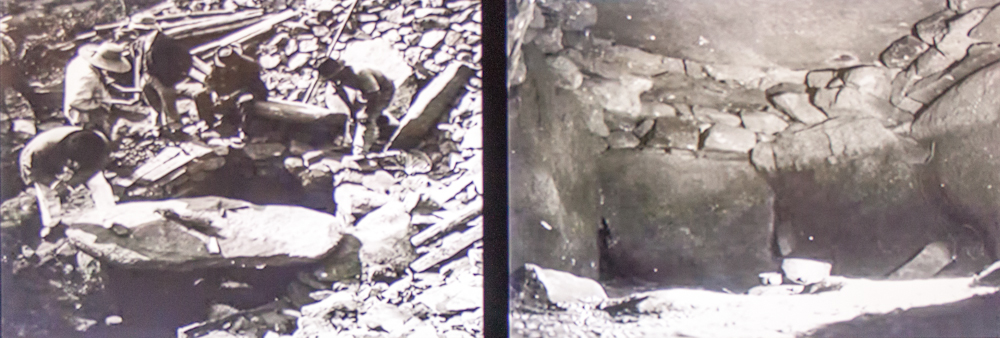
Egy melléksír a tumulus oldalában

A kutatások során csiszolt kőeszközöket, nemes kőből készült ékszereket (callaïs), kovaeszközökat és csontmaradványokat találtak, amiket Carnac és Vannes múzeumaiban helyeztek el.